# Aradia

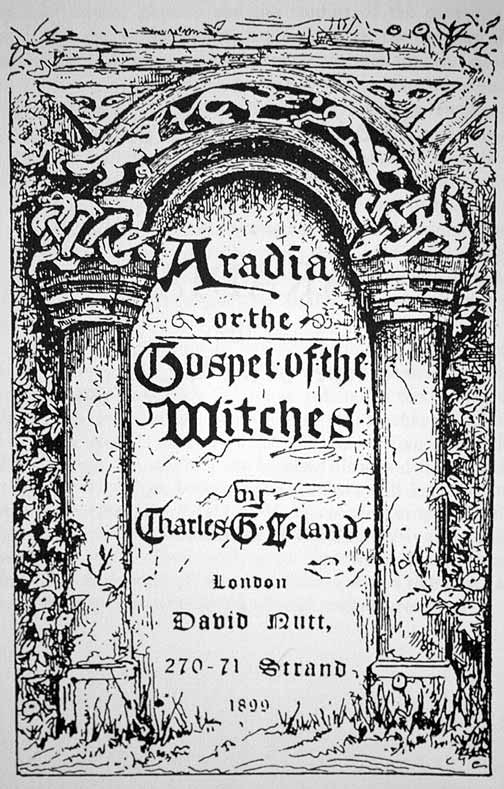
Titelpagina van 'Aradia, or the gospel of the witches', van Charles Leland, 1899.

Aradia is een figuur uit de Italiaanse folklore die vaak wordt vereerd als een godin in moderne heidense en heksenkringen. Haar naam en legende zijn vooral bekend geworden door het boek "Aradia, or the Gospel of the Witches" van Charles G. Leland, gepubliceerd in 1899. Dit werk heeft een belangrijke rol gespeeld in de heropleving van de hekserij en magie in de 20e eeuw.

## Twee betekenissen
De naam Aradia kan naar twee verschillende dingen verwijzen: de godin Aradia zoals beschreven door Leland, en het boek Aradia: Gospel of the Witches zelf.

## Het Boek "Aradia: Gospel of the Witches"
Aradia: Gospel of the Witches is een boek geschreven door Charles G. Leland, waarin hij beweert traditionele hekserijleer uit Italië te presenteren. Leland kreeg deze informatie naar eigen zeggen van een Florentijnse waarzegster en erfelijke heks genaamd Maddalena. In het boek wordt Aradia voorgesteld als de dochter van de godin Diana en Lucifer, de lichtbrenger. Zij werd naar de aarde gestuurd om de armen te onderwijzen in hekserij en magie, als een manier om zich te verzetten tegen onderdrukking.
Leland’s werk heeft Aradia’s naam en legende centraal gesteld in de heropleving van de hekserij, en het boek wordt beschouwd als een van de inspiratiebronnen voor de moderne hekserijbeweging, zoals die door Gerald B. Gardner werd gepopulariseerd.

## De legende van Aradia
Volgens de legende is Aradia geboren uit een incestueuze verhouding tussen Diana, de maangodin, en haar broer Lucifer. Zij wordt vaak gezien als een Messiaanse figuur die naar de aarde kwam om de onderdrukte gelovigen van haar moeder te onderwijzen in de kunst van hekserij, zodat zij zich konden verzetten tegen hun onderdrukkers.
In de moderne hekserij, vooral in Gardneriaanse covens, was "Aradia" vermoedelijk de geheime naam van de godin. Haar naam is ook verbonden aan verschillende hedendaagse hekserijtradities en heeft de inspiratie gevormd voor verschillende werken van heidense literatuur in de 20e eeuw.

## Moderne interpretaties en invloeden
Raven Grimassi, een hedendaagse auteur over Stregheria (Italiaans-Amerikaanse hekserij), presenteert Aradia als een historische figuur uit de 14e eeuw die een heropleving van de oude religie teweegbracht. Grimassi beweert dat zijn traditie is gebaseerd op een erfelijke praktijk die teruggaat tot de volgelingen van Aradia.
Sabina Magliocco heeft het werk van Leland geanalyseerd en onderzocht hoe de legende van Aradia zich ontwikkelde. Zij suggereert dat de legende van Aradia zijn wortels heeft in pre-christelijke verhalen over genezers en geestenwerkers, die in de middeleeuwen werden vermengd met christelijke motieven. Deze verhalen evolueerden verder tot de subversieve mythe van de duivelse sabbat, wat leidde tot de heksenvervolgingen.

## Culturele en folkloristische betekenis
De legende van Aradia blijft belangrijk in hedendaagse heidense gemeenschappen en in de folklore. Ondanks de middeleeuwse diabolisering van dergelijke figuren, blijven elementen van de legende voortleven in moderne interpretaties en worden ze opnieuw gevormd volgens hedendaagse culturele en religieuze paradigma's.